# Banaroo
Banaroo er en tysk popgruppe, der har haft flere succesfulde singler i lande som Tyskland og Schweiz. Gruppen består af to mænd og to kvinder. Banaroo udgav deres debutsingle "Dubi Dam Dam"  i flere lande, den 5 og 6. juni, 2005. Den opnåede enorm succes, især i Tyskland, hvor den var nummer to på hitlisterne. i juli udkom et album, som hed "Banaroo's World". Albummet lagde nummer # 1 i Tyskland og Østrig.
Banaroo's anden single, "Space Cowboy", blev udgivet i Europa i august 2005. Selv om de var på den tyske top ti, var det en total fiasko. Deres tredje single, julesangen "Coming Home For Christmas", var heller ikke noget hit ligesomsom de tidligere udgivelser, selv om de stadig var på top ti i Tyskland og Østrig.
I december 2005 udgav Banaroo et andet album, "Christmas World". Trods navnet indeholdt den ikke nogen julesange. Albummet debuterede som # 12 på den tyske hitliste den 9. december 2005.
24 februar 2006, udgav Banaroo deres fjerde single "Uh Mamma". En måned senere (den 24. marts 2006),udgav Banaroo deres tredje album "Amazing". 27 juni 2006 udgav de deres næste single "Sing and Move (La La La Laaaa)".
"Dubi Dam Dam" blev udgivet i Australien i april 2007.
I juli 2007, udgav Banaroo det sidste studiealbum, "Fly Away".